# Friedrich-Karl Beier
Friedrich-Karl Beier (* 9. April 1926 in Berlin; † 13. November 1997 in München) war ein deutscher Rechtslehrer. Er war gemeinsam mit Gerhard Schricker Leiter des von ihm mit aufgebauten Max-Planck-Instituts für ausländisches und internationales Patent-, Urheber- und Wettbewerbsrecht in München.

## Leben
Beiers Vater war der Geschäftsführer Gustav Beier. Seine Schulzeit verbrachte er von 1936 bis 1946 in Berlin, unterbrochen durch Militärdienst und englische Kriegsgefangenschaft zwischen 1944 und 1945. 1947 begann Beier sein Jurastudium an der Humboldt-Universität in Berlin und schloss es an der dortigen Freien Universität ab. Seine Referendarzeit absolvierte er am Kammergericht in Berlin. 1954 wurde er von Eduard Reimer nach München und dort an das Institut für ausländisches und internationales Patent-, Marken- und Urheberrecht der Universität geholt. 1960 promovierte er unter Betreuung durch Eugen Ulmer mit einer Arbeit zu Grundfragen des französischen Markenrechts. 1965 folgte die Habilitation zur Territorialität des Markenrechts. An der juristischen Fakultät der Münchner Universität war er nacheinander als Privatdozent, außerplanmäßiger Professor und ordentlicher Professor tätig. Ab 1971 war er Direktor des 1965 gegründeten Max-Planck-Instituts (jetzt: Max-Planck-Institut für Geistiges Eigentum, Wettbewerbs- und Steuerrecht), dessen Mitgeschäftsführung er 1994 übernahm. 1994 wurde er emeritiert. 1997 ist er verstorben.
Beier war Mitherausgeber verschiedener renommierter Fachzeitschriften wie GRUR, GRUR Int. und I.I.C. Er war Ehrendoktor in Lyon, Posen und Uppsala. Er war mit Judith Beier verheiratet.

## Bibliographie
- Matthias Kornmüller: Veröffentlichungen von Prof. Dr. Dr. hc mult. Friedrich-Karl Beier, in: Aktuelle Herausforderungen des geistigen Eigentums, Festgabe von Freunden und Mitarbeitern für Friedrich-Karl Beier zum 70. Geburtstag, hrsg. von Joseph Straus, Köln: Carl Heymanns Verlag, 1996, ISBN 3-452-23413-4.

## Veröffentlichungen (Auswahl)

### Selbstständige Werke
- Die Entstehung und Aufrechterhaltung des Markenrechts in Frankreich, Diss. München 1960
- Grundfragen des französischen Markenrechts, Carl Heymanns Verlag 1962 (Schriftenreihe zum gewerblichen Rechtsschutz des Instituts für Ausländisches und Internationales Patent-, Urheber- und Markenrecht der Universität München)
- Der Schutz geographischer Herkunftsangaben in Deutschland, 1963, Weinheim: Verlag Chemie
- Der Schutz wissenschaftlicher Forschungsergebnisse : zugl. e. Würdigung d. Genfer Vertrages über d. internat. Eintragung wissenschaftl. Entdeckungen (gemeinsam mit Joseph Straus), 1981, Weinheim: Verlag Chemie
- Markenrechtliche Abhandlungen : Beitr. zur neueren Entwicklung d. Warenzeichen-, Ausstattungs- u. Herkunftsschutzes 1956 – 1986, 1986, Köln u. a.: Carl Heymanns Verlag
- Biotechnology and Patent Protection, 1986 (auch in deutscher Übersetzung)

### Aufsätze usw.
- Ziele und Leitgedanken des europäischen Markenrechts, GRUR Int. 1976, 363
- Das Schutzbedürfnis für Herkunftsangaben und Ursprungsbezeichnungen im Gemeinsamen Markt, GRUR Int. 1977, 1
- Wettbewerbsfreiheit und Patentschutz, GRUR 1978, 123
- Grenzen der Erschöpfungslehre im Markenrecht, GRUR Int. 1978, 263
- Die Bedeutung des Patentsystems für den technischen, wirtschaftlichen und sozialen Fortschritt, GRUR Int. 1979, 227
- Benutzung und Geschäftsbetrieb – Zur Markenrechtsfähigkeit von Holdinggesellschaften, GRUR 1980, 352
- Ausstattungsschutz für Farben, GRUR 1980, 600
- Das auf internationale Markenlizenzverträge anwendbare Recht, GRUR Int. 1981, 299
- Zu den Voraussetzungen des Schutzes ausländischer Handelsnamen nach Art 2 und 8 der Pariser Verbandsübereinkunft, GRUR Int. 1982, 362
- Hundert Jahre Pariser Verbandsübereinkunft – Ihre Rolle in Vergangenheit, Gegenwart und Zukunft, GRUR Int. 1983, 339
- Entwicklung und gegenwärtiger Stand des Wettbewerbsrechts in der Europäischen Wirtschaftsgemeinschaft, GRUR Int. 1984, 61
- Zur historischen Entwicklung des Erfordernisses der Erfindungshöhe, GRUR 1985, 606
- Der Schutz selektiver Vertriebsbindungen gegenüber Außenseitern – Die Lückenlosigkeit in Theorie und Praxis, GRUR 1987, 131
- Die Rechtsbehelfe des Patentanmelders und seiner Wettbewerber im Vergleich, GRUR Int. 1989, 1
- Gewerblicher Rechtsschutz und freier Warenverkehr im europäischen Binnenmarkt und im Verkehr mit Drittstaaten, GRUR Int. 1989, 603
- Die Zukunft des geistigen Eigentums in Europa, ZVglRWiss 89, 387 (1990)
- Mißbrauch einer beherrschenden Stellung durch Ausübung gewerblicher Schutzrechte, Festschrift für Karlheinz Quack zum 65. Geburtstag 1991, 15–32, de Gruyter, Berlin
- Unterscheidungskraft und Freihaltebedürfnis, GRUR Int. 1992, 243
- Gewerblicher Rechtsschutz, Soziale Marktwirtschaft und Europäischer Binnenmarkt, GRUR 1992, 228
- Der Musterschutz von Ersatzteilen in den Vorschlägen für ein Europäisches Musterrecht, GRUR Int. 1994, 716
- Zur Zulässigkeit von Parallelimporten patentierter Erzeugnisse, GRUR Int. 1996, 1